# Virgen del Rosario (El Cuervo de Sevilla)
La Santísima Virgen del Rosario es una advocación de la Virgen María venerada en el municipio de El Cuervo de Sevilla (España), donde ostenta los títulos de Patrona y Alcaldesa Honorífica. Es titular de la Hermandad y Cofradía del Santísimo Cristo del Amor y del Amparo y la Santísima Virgen del Rosario del Rosario establecida canónicamente en la Parroquia de San José. En honor a la Imagen se levantó una Ermita en el entorno de la Laguna de los Tollos donde cada año tiene lugar una popular romería. 
La Sagrada Imagen protagoniza tres cultos externos a lo largo del año; el Viernes Santo en procesión penitencial, a finales de mayo en la mencionada romería y el día de su onomástica, 7 de octubre, cuando tienen lugar la feria y fiestas patronales del municipio.

## Historia
La advocación mariana del Rosario llegó al municipio cuerveño por un milagroso suceso, influyendo notablemente la ubicación del municipio en la Vía Augusta, más tarde carretera N-4, ruta que une la capital de España con Cádiz. A finales del siglo XIX, los marqueses de Salobral, naturales de la mencionada ciudad costera, se dirigían junto con sus hijos en una diligencia (carruaje tirado por caballos propio de la época) hacia Sevilla. Llegados a la altura de la Casa de Postas de El Cuervo de Sevilla, en lo que entonces era conocido  como "Venta del Cuervo" (anterior nombre que se le daba al núcleo poblacional), se desprendió una de las ruedas del carro provocando su vuelco. Los marqueses se enmendaron fervorosamente a la Patrona de su ciudad de Cádiz; la Virgen del Rosario, y al no producirse ningún daño personal por el accidente, se pusieron en contacto inmediatamente con Don Francisco Pacheco Gutiérrez, cántabro afincado en la vecina localidad de Lebrija (Sevilla) propietario de la finca donde había tenido lugar el vuelco, para que les permitiera hacer algo en aquel lugar para honrar y agradecer a la Virgen. 
Dado lo profundamente católico del señor Don Francisco Pacheco, no dudó en autorizar la propuesta. De esta manera, los marqueses de Salobral levantaron una pequeña Hornacina en la que entronizaron a una preciosa Imagen de la Virgen del Rosario. Desafortunadamente la Imagen desapareció en un incendio en los años treinta del pasado siglo, existiendo dos teorías en cuanto al origen del fuego; velas mal apagadas o una persona con problemas mentales que habría prendido la Imagen a posta.
En aquel mismo lugar frente a la Casa de Postas se colocó un Azulejo de la Virgen, que ha llegado hasta nuestros días, donde vecinos de El Cuervo depositan flores y velas a su Patrona. En dicho azulejo se puede leer:

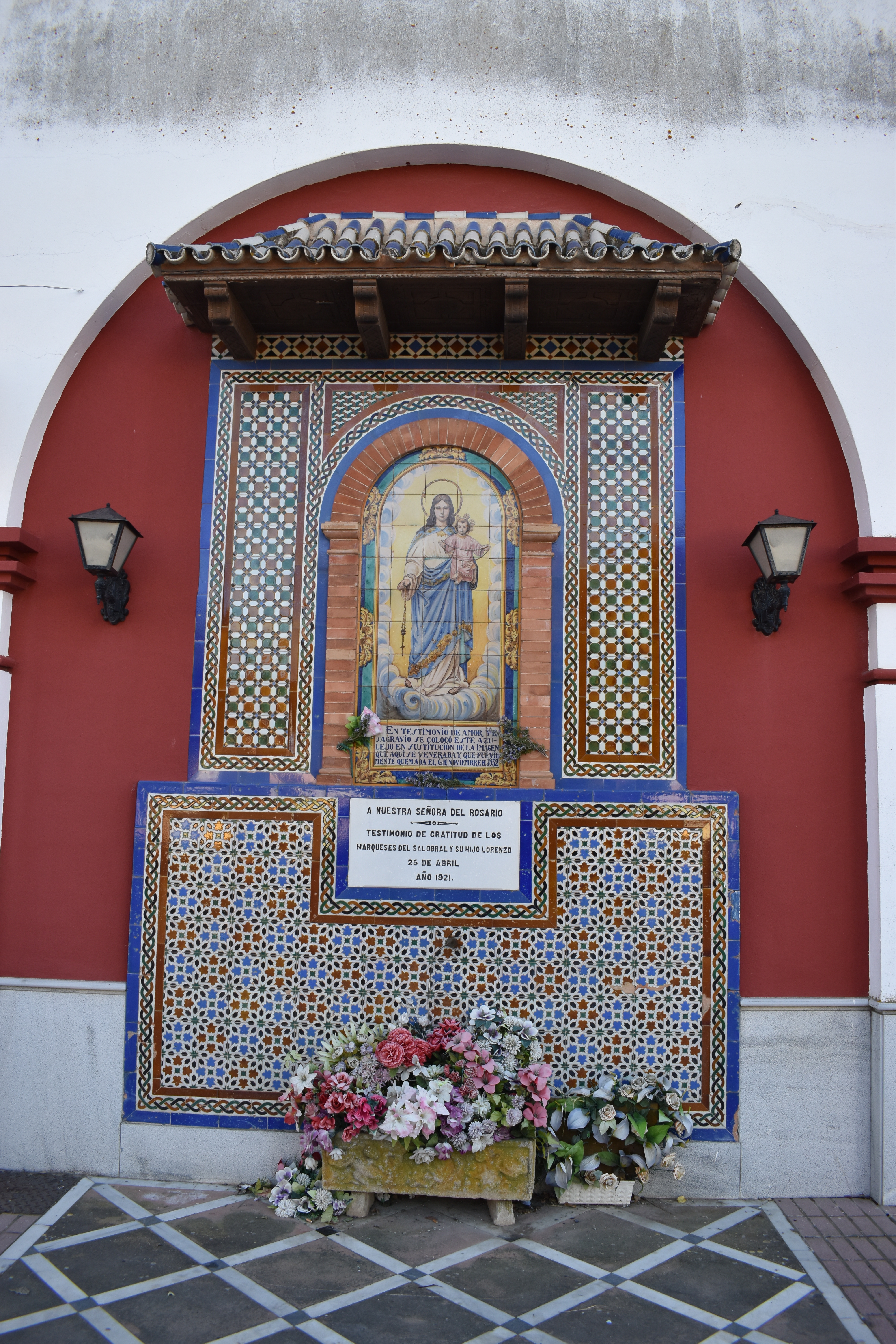
Retablo cerámico en honor a la Virgen del Rosario (El Cuervo)

"En testimonio de amor y desagravio se colocó este azulejo en sustitución de la Imagen que aquí se veneraba y fue finalmente quemada el 6 de noviembre de 1932. A Nuestra Señora del Rosario, testimonio y gratitud de los marqueses de Salobral y su hijo Lorenzo"

### Llegada al pueblo de la actual Imagen de la Virgen
Los datos sobre la actual Virgen del Rosario fueron rescatados gracias a unas declaraciones de Doña Manuela Gil Pacheco, pues su madre, Doña Rosario Pacheco Ruiz,  la adquirió del convento de monjas concepcionistas en la localidad gaditana de Arcos de la Frontera. Fue a principios de los años cuarenta (1943/1944), cuando la Imagen llegó a la Parroquia de San José de El Cuervo, templo que había sido bendecido en 1928 por el Cardenal Ilundain, Arzobispo de Sevilla. La Santísima Virgen tenía en sus manos un Niño Dios que no era el original de la Imagen sino anterior a la misma, esto debido a que en aquellos duros años de la postguerra las monjas tenían permiso para vender muchas de las Imágenes del convento y así obtener beneficios para que la congregación subsistiera. 

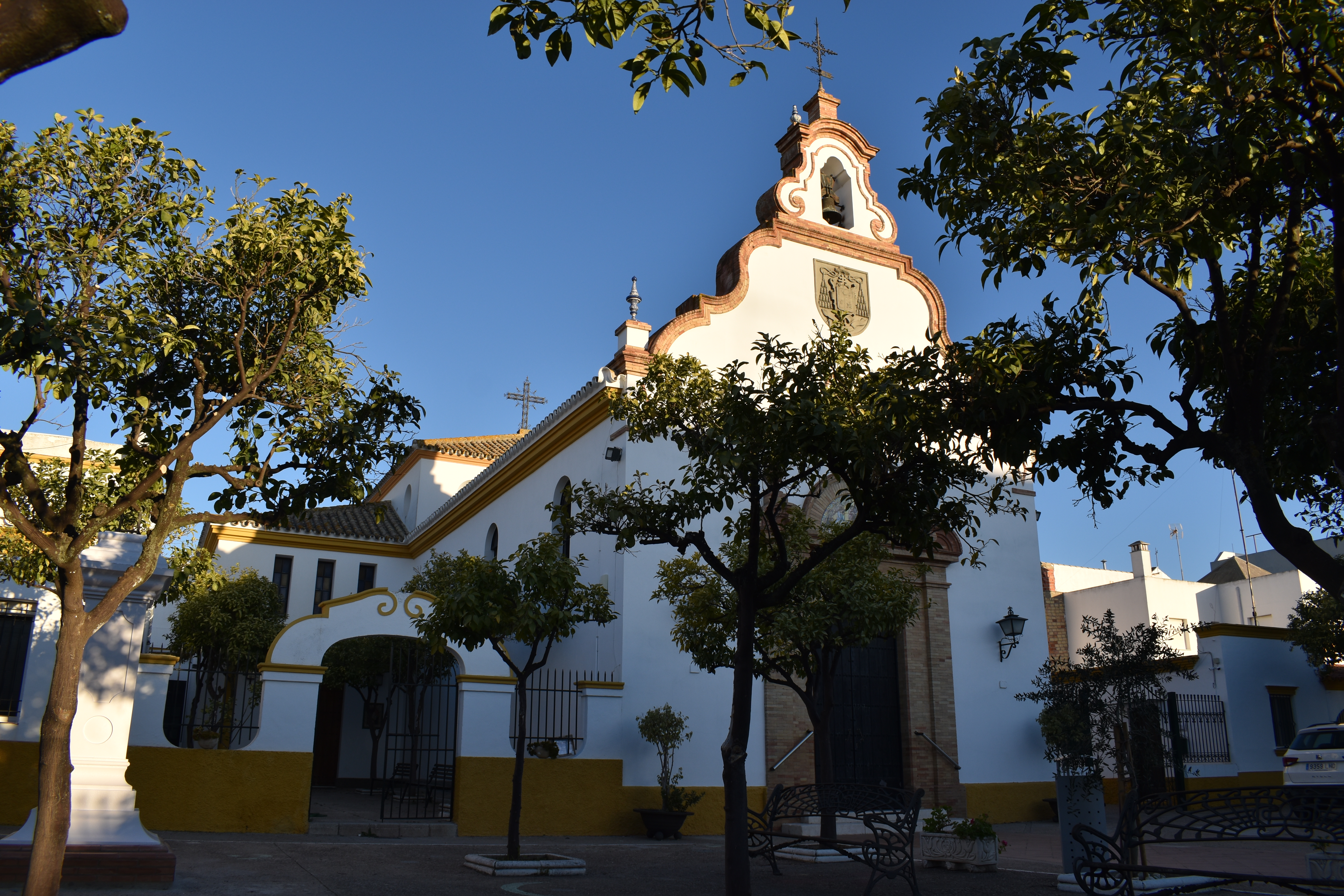
Parroquia de San José (El Cuervo)

La Hermandad conserva algunos apuntes históricos de la Patrona gracias al libro del cronista oficial de Arcos de la Frontera, Don Manuel Pérez Regordán. Las primeras noticias de la Virgen en el convento se relacionan con la Madre Sor Josefa Jesús y Fuentes, monja concepcionista natural de Marchena (Sevilla) que había sido dama de la Duquesa de Arcos. Siendo profundamente devota de la Virgen del Rosario, invertía su pequeña asignación en el ajuar de la Imagen, que ya se encontraba en el convento. La Madre Sor Josefa murió el 14 de agosto de 1735, por lo que podemos deducir que la veneración a la Santísima Virgen era anterior en aquel lugar. Años más tarde, el libro oficial de crónicas relata otros hechos en relación con la Virgen; El 12 de enero de 1739 la madre Sor Luisa de San Juan Evangelista y Maldonado fue nombrada prelada por tres años, periodo en el que la Virgen fue entronizada en la silla que por prelada le correspondía a Sor Luisa, ocupándose ella misma de sus cuidados. Durante su mandato se acometieron grandes reformas que había pendientes en el convento, aumentando la devoción hacía la Virgen del Rosario que desde entonces tenía el báculo correspondiente a la prelada del convento. Poco o nada se sabe de su historia hasta que fue adquirida por la mencionada Doña Rosario Pacheco para la Parroquia de San José.

## Descripción
Imagen Gloriosa de la Virgen María realiza en candelero a principios del siglo XVIII. Se desconoce su autoría.

## Lugar de veneración
Desde su llegada a la Parroquia de San José, la Virgen del Rosario ha ocupado distintos altares efímeros, a veces en lugares poco vistosos. Actualmente se encuentra en la nave lateral derecha del templo, en un altar-retablo diseñado por el taller de Sebastián Martínez Zaya y Jorge Ortiz Gómez de Utrera (Sevilla) que fue bendecido el 3 de septiembre de 2023.

## Cultos externos de la Virgen del Rosario

#### Semana Santa: Viernes Santo
En la tarde del Viernes Santo, la Virgen del Rosario sale en procesión bajo palio tras el Santísimo Cristo del Amor y del Amparo (Manuel Martín Nieto 2004).

#### Romería
Es la fiesta mayor y con más arraigo del municipio. Se celebra cada año el último fin de semana del mes de mayo (La fecha ha variado en los últimos años al penúltimo fin de semana de mayo por coincidir con la Romería de El Rocío de gran seguimiento en el pueblo también). El enclave donde se celebra es el parque Rocío de La Cámara junto a la Laguna de los Tollos, lugar donde se encuentra ubicada la Ermita de Nuestra Señora del Rosario.
La Ermita es el lugar de encuentro y culto a Ntra. Sra. la Virgen del Rosario durante la celebración de la Romería. El edificio, construido a finales de los años 80 del siglo XX a partir de unos primeros bocetos de Montserrat Delgado Barragán que no difieren del resultado final, fue inaugurado oficialmente en junio de 1992 y reformado -en su totalidad- en el año 2012. Se trata de un templo de líneas sencillas, en forma de cruz, con un pequeño campanario presidido por una cruz de metal. En un lateral de su fachada predomina un azulejo con la imagen de la Virgen del Rosario y, en el otro, la estrella del Camino de Santiago, símbolo y guía de los peregrinos en su ruta hacia Santiago de Compostela a través de la Vía Augusta.
Su interior destaca por el retablo realizado en escayola, por los hermanos de la propia Hermandad, y también por el artesonado con vigas de madera de su techumbre que le confiere un aspecto extraordinario. Llama la atención su lámpara, de más de dos metros y realizada con aperos agrícolas, que se alza majestuosa sobre el espacio central.
Los días de celebración de la Romería han ido aumentando con el paso del tiempo, si bien en un primer momento solo acontecía en una sola jornada (domingo), hoy día es el sábado por la mañana cuando la Patrona sale de la Parroquia de San José en su carreta vestida de viajera de la corte real (popularmente llamado de "Pastora") seguida de una multitud de carrozas y caballistas hasta la Ermita que lleva su nombre, donde permanecerá hasta que el domingo por la tarde emprenda su camino de vuelta al pueblo.
Sus orígenes se remontan a 1960, cuando se veneraba a Nuestra Señora del Rosario en la Dehesa Alta el primer domingo de mayo.
Este acto religioso, que en el año 2010 conmemoró su 50 Aniversario, es un encuentro para la convivencia, que se desarrolla en pleno contacto con la naturaleza, apreciando espacios naturales como el parque Rocío de la Cámara y la Laguna de Tollón o de los Tollos  –la tercera laguna más importante de Andalucía en cuanto a extensión, enclave de paso de aves migratorias y restaurada a través del Programa LIFE+ Los Tollos-, convirtiendo este encuentro en una manifestación popular y religiosa que trasciende más allá del mero marco local para, además, ofrecer un importante interés y atractivo desde la perspectiva turística. Desde el año 2008 hasta este 2021 el Ayuntamiento de El Cuervo, conjuntamente con la Hermandad del Rosario trabajan para que la Romería del Rosario sea considerada como Fiesta de Interés Turístico de Andalucía por parte de la Consejería de Turismo, Regeneración, Justicia y Administración Local.
Junto a la Ermita, la Hermandad cuenta con un espacio donde se pueden adquirir recuerdos de la Patrona y su Romería.

#### 7 de octubre
Con motivo del día de su onomástica, la Virgen del Rosario procesiona de manera triunfal por las calles de su pueblo al estilo de las Glorias, esta vez sin palio y ataviada con colores más vistosos como el blanco y rojo. Esta procesión se encuentra dentro de los actos con motivo de las Fiestas Patronales del municipio. Tanto en la tarde del Viernes Santo como en la del 7 de octubre, la Virgen lleva como acompañamiento musical a la Banda Municipal de El Cuervo que lleva su nombre "Banda Municipal Nuestra Señora del Rosario".